# Le Langage de la nuit
Le Langage de la nuit : Essais sur la fantasy et la science-fiction (titre original : The Language of the Night: Essays on Fantasy and Science Fiction) est un recueil d'essais écrits par Ursula K. Le Guin et édités par Susan Wood.
Cet ouvrage, devenu un classique de la critique littéraire de la science-fiction, regroupe 24 essais de Le Guin, Suzanne Wood et une bibliographie de Jeff Levin. Le Guin y aborde les critiques les plus importantes qu'elle ai faite au genre de la SF, abordant des sujets tels que l'attitude des Américains envers la fiction fantastique, les forces et les faiblesses de la science-fiction et les qualités de la littérature pour enfants. Elle y introduit aussi ses romans majeurs comme  Le Sorcier de Terremer et La Main gauche de la nuit.

## Description
Le Langage de la nuit est publié pour la première fois en 1979 et republié dans une édition révisée en 1992. Le livre contient 24 textes de non fiction de Le Guin, Suzanne Wood et Jeff Levin sur la science-fiction. Les textes sont répartis en 5 section et les essais qu'il contient traitent de divers aspects des genres de la science-fiction et du fantastique, ainsi que du propre processus d'écriture d'Ursula K. Le Guin. Suzanne wood a organisé les 5 section par thématique et introduit chacune d'entre elles.
Les 24 sélections d'essais proviennent de diverses sources, y compris des revues, des introductions de livres et des discours de remise de prix. La plupart des essais de la section «On Fantasy and Science Fiction » ont été publiés dans des journaux académiques tels que Science fiction studies (en)PNLA Quarterly, et Parabola.
Le titre vient de la description d'Ursula K. Le Guin de la littérature fantastique : « Nous aimons penser que nous vivons à la lumière du jour, mais la moitié du monde est toujours sombre ; et la fantaisie, comme la poésie, parle le langage de la nuit ».
Bien connue comme auteur de fantasy et de science-fiction dès 1979, la critique d'Ursula K. Le Guin était relativement difficile à trouver avant la publication de ce recueil. Le Langage de la nuit contient les déclarations critiques les plus importantes qu'Ursula K. Le Guin ait faites à ce jour, abordant des sujets tels que l'attitude des Américains envers la fiction fantastique, les forces et les faiblesses de la science-fiction et les qualités de la littérature pour enfants. Elle aborde également le contexte de ses œuvres majeures telles que Le Sorcier de Terremer et La Main gauche de la nuit. Cependant, certains critiques ont noté que les sélections dans The Language of the Night varient en importance, avec « des contributions à la fois substantielles et minces aux revues et symposiums de science-fiction ».
Dans l'édition de septembre-octobre 1989 de Games International (numéro 9), Paul Mason l'a appelé « un livre classique qui devrait être sur les étagères de tous les joueurs fantastiques ».
Patrick Curry (en), dans A Companion to JRR Tolkien (en) publié en 2014, a écrit que les réflexions d'Ursula K. Le Guin dans les essais « restent à feuilles persistantes », traitant des questions controversées telles que la question de savoir si la fantaisie est une évasion, la subtilité des portraits de personnages dans Le Seigneur des anneaux, et ce travail de traitement de la nature du mal.
Le recueil a été nommé au prix Hugo du meilleur livre non-fictif 1980.

## Contenu
Le livre contient 24 textes de non fiction de Le Guin, Suzanne Wood et Jeff Levin sur la science-fiction,.
Le premier intitulé « Introducing myself » commence avec l'assertion suivante « I am a man » (en français : Je suis un homme). Le Guin indique que puisqu'il faut être un homme pour être une personne capable d'écrire, en raison du contexte de l'époque, alors, puisqu'elle est écrivaine, elle ne peut être qu'un homme pour être cette personne écrivaine.
A Citizen of Mondath relate les influences qui l'ont poussée à devenir une écrivaine de science-fiction.
Le Guin entretenait par exemple une fascination pour les écrits de Tolkien. Elle réfléchit sur cette influence dans Le langage de la nuit, en abordant des questions telles que le fait que la fantasy serait une fuite de la réalité, la subtilité des personnages du Seigneur des anneaux, sa structure narrative et la façon dont la nature du « mal » y est traitée,.
Trois des essais « The Child and the Shadow », « Myth and Archetype in Science Fiction » et « From Elfland to Poughkeepsie » témoignent de l'intérêt de Le Guin pour les idées de Carl Jung, le psychanalyste fondateur de la psychologie analytique.
« Why Are Americans Afraid of Dragons? » ouvre la section et est désormais considéré comme un essai classique de critique de la science-fiction et de la fantasy, tout comme l'essai de Tolkien publié en 1947 et intitulé « On Fairy-Stories ». L'essai est satyrique et discute des biais de genre dans la production de la SF et de la fantasy, la SF dure étant prisée par des écrivains qui se considère comme sérieux, et la fantasy considérée comme un genre plus infantile. Selon Le Guin, c'est pourtant précisément la capacité créative et imaginaire du genre de la fantasy qui fait toute sa valeur et son impact. Selon elles, les Américains ont peur des dragons, et de la fantasy en général, pour tout un tas de raisons historiques notamment puritaines, une façon de penser binaire (bien/mal), une obsession du succès financier et un dénigrement du plaisir, considéré comme faible et « féminin »,.
La troisième section intitulée «The Book Is What Is Real» aborde le travail de Le Guin en tant qu'écrivaine et la définition du genre littéraire de la science-fiction, ainsi que des méthodes pour l'améliorer. Elle compare le genre de la SF et de la fantasy, abordant leurs différences et leurs similarités, ainsi que leurs limitations dans la langue anglaise.
L'essai« Is Gender Necessary ? » revient sur la question du genre, plus spécifiquement comment celui-ci est construit dans La main gauche de la nuit et l'univers de Gethen, L'autrice avait été critiquée par Joanna Russ et certaines féministes pour avoir utilisé le pronom « he » et Le Guin répond « I used “he” because it’s gender neutral, dammit! (traduction en français : J'ai utilisé « il » parce que c'est neutre du point de vue du genre, nom d'une pipe ! ».
La quatrième section aborde son travail d'enseignante et la cinquième la responsabilité artistique des écrivains de SF, responsabilité lourde pour un genre qu'elle considère très sérieux. L'essai « The Stalin in the Soul » aborde le fait que les artistes ont tendance à se censurer malgré leur responsabilités en tant que créateurs de mondes alternatifs, et ceci menant à une reproduction artistiques des idéologies et rendant difficile leur remise en question future.
- Le Guin Introduces Le Guin de Suzanne Wood
- A Citizen of Mondath de Ursula K le Guin[9]
- On Fantasy and Science Fiction de Suzanne Wood
- Why Are Americans Afraid of Dragons?
- Dreams Must Explain Themselves[14],[15]
- National Book Award Acceptance Speech
- The Child and the Shadow
- Myth and Archetype in Science Fiction
- From Elfland to Poughkeepsie
- American SF and The Other
- Science Fiction and Mrs. Brown
- Do-It-Yourself Cosmology
- The Book Is What Is Real de Suzanne Wood
- Introduction to Rocannon's World
- Introduction to Planet of Exile
- Introduction to City of Illusions
- Introduction to The Word for World Is Forest
- Introduction to The Left Hand of Darkness
- Is Gender Necessary?
- The Staring Eye
- The Modest One
- Introduction to Star Songs of an Old Primate
- Telling the Truth de Suzanne Wood
- Introduction to The Altered I (extraits)
- Talking About Writing
- Escape Routes
- Pushing at the Limits de Suzanne Wood
- The Stalin in the Soul
- The Stone Ax and the Muskoxen
- Bibliographic Checklist of the Works of Ursula K. Le Guin de Jeff Levin

## Prix et distinctions
Le langage de la nuit a été nommé en 2017 au Grand prix de l'imaginaire et au prix Hugo du meilleur livre non-fictif en 1980.